# Literalsinn
Der Literalsinn (lateinisch sensus litteralis von littera „Buchstabe“) bezeichnet den einfachen bzw. wörtlichen Sinn einer sprachlichen Äußerung. Der Terminus wird in jüngeren Verwendungen v. a. auf diejenige Weise bezogen, wie Wörter oder Wendungen normalerweise verwendet werden.
In der Antike und im Mittelalter wurden insbesondere bei religiösen Texten mehrere Sinnebenen unterschieden (vgl. Vierfacher Schriftsinn). Oft wurde bei erzählenden Texten der Literalsinn als „historischer Sinn“ (lat. sensus historicus) bezeichnet. Gemeint war damit die Wiedergabe des äußeren Geschehens, wie es – nach modernem Wissensverständnis – auch durch historische Methoden ermittelt werden kann. Viele mittelalterliche Autoren, beispielsweise Thomas von Aquin, gebrauchen aber den Begriff sensus litteralis bzw. sensus historicus in einem erweiterten Sinne.

## Abgrenzung des Begriffs
Die Ausweitung der Bedeutung eines Textes „über den Literalsinn hinaus beginnt bereits bei der typologischen Auslegung oder Typologie (altgriechisch τύπος typos = ‚Urbild, Vorbild‘), bei der eine reale Person oder ein Geschehen mit einer anderen Person bzw. einem anderen Geschehen in Bezug gesetzt wird“.
Ein Gegenbegriff ist übertragener Sinn (sensus metaphoricus) bzw. figurativer Sinn. Viele rhetorische Stilmittel (Sprachfiguren) haben einen übertragenen Sinn.
Von Literalismus wird gesprochen, wenn ein Textverständnis sich reduktiv auf den Literalsinn beschränkt – insbesondere in Bezug auf religiöse Texte. Viele Religionswissenschaftler verbinden ein solches Textverständnis mit religiösem Fundamentalismus.